# Círculo Artístico de Luxemburgo

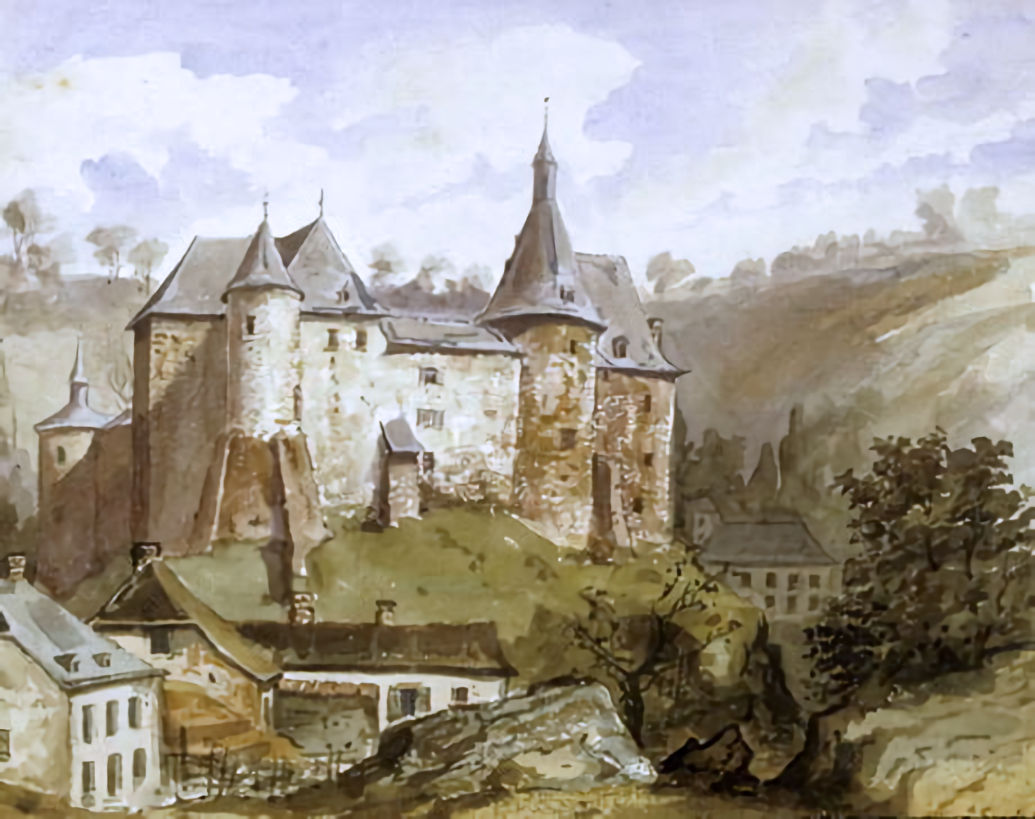
Obra de uno de los fundadores Michel Engels (1886).

El Círculo Artístico de Luxemburgo (CAL) (en luxemburgués: Cercle artistique de Luxembourg, fundado en 1893 como Cercle artistique luxembourgeois) es una asociación que reúne artistas de toda clase para apoyar el trabajo artístico y la educación artística en el Gran Ducado de Luxemburgo.
Los miembros fundadores fueron Michel Engels y Pierre Blanc y Franz Heidenstein que fue el primer presidente de la asociación (1893-1899). Desde 1896, el Salón del CAL ha realizado exposiciones anualmente. Entre los artistas destacados de Luxemburgo que expusieron al salón  están: Dominique Lang, Emile Kirscht y Michel Stoffel y el escultor Claus Cito.

## Presidentes
- Franz Heldenstein (1893–1899)
- Michel Engels (1899–1901)
- Antoine Hirsch (1901–1904)
- André Thyes (1904–)
- Pierre Blanc
- Ferdinand d'Huart (1910–1919)
- Pierre Blanc (1920–1927)
- Alphonse Nickels (1928–1936)
- Paul Wigreux (1937–1939)
- Michel Stoffel (1939–1949)
- Alphonse Weicker (1950–1958)
- Victor Engels (1959–1961)
- Jemp Michels (1962–1968)
- Robert Lentz (1969–1970)
- Camille Frieden (1972–1982)
- Albert Dondelinger (1983–1993)
- Jean Hamilius
- Jean Petit (2009–2016)
- Marc Hostert (2016–presente)